# Павле Веселиновић
Павле Веселиновић (Ужице, 20. октобар 1999) српски је глумац.

## Улоге

### Филмографија
| Год.       | Назив                                     | Улога                       |
| ---------- | ----------------------------------------- | --------------------------- |
| 2015.      | Без емоција (кратки филм)                 | Васо                        |
| 2019—2021. | Јунаци нашег доба (ТВ серија)             | Михајло Чичановић „Роналдо” |
| 2021—2023. | Бележница професора Мишковића (ТВ серија) | Теодор Хранисављевић        |
| 2021.      | Не играј на Енглезе                       | Буле млађи                  |
| 2022.      | Клан, 2. сезона (ТВ серија)               | Матија                      |
| 2024.      | Време смрти (ТВ серија)                   | Тричко "Македонац"          |
| 2024.      | Што се боре мисли моје (ТВ серија)        | Дамјан Павловић             |
| 2025.      | Сумпор (ТВ серија)                        |                             |
| 2025.      | Излет                                     | Бледуњави младић            |

### Позоришне представе
| Позориште               | Назив     | Режија             | Текст              |
| ----------------------- | --------- | ------------------ | ------------------ |
| Народно позориште Ужице | Смећарник | Стеван Бодрожа     | Коста Пешевски     |
| Театар Вук              | Кући      | Слободан Станковић | Људмила Разумовска |